# Траса Кондратюка

Траса Кондратюка.

Ілюстрація траси Кондратюка. Полтавський музей авіації та космонавтики

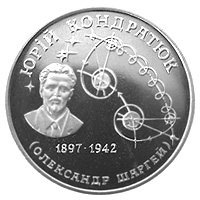
Траса Кондратюка на пам'ятній медалі, випущеній на честь Ю.Кондратюка. На реверсі монети зображено портрет вченого і ліворуч від нього так звана «траса Кондратюка» — схема польоту космічного корабля до Місяця, його посадки на місячну поверхню та повернення на Землю.

Траса Кондратюка — найбільш енергетично вигідна траса космічного польоту на Місяць з планети Земля. Розрахована українським вченим Юрієм Кондратюком (Олександром Шаргеєм) і опублікована ним у книзі «Завоювання міжпланетних просторів» [Архівовано 4 березня 2016 у Wayback Machine.]. Равликова траєкторія польоту космічного корабля на Місяць була використана американцями у проекті «Аполон».
Схема польоту на Місяць за Кондратюком: політ на орбіту Місяця — старт на Місяць з орбіти — повернення на орбіту і стиковка з основним кораблем — політ на Землю.

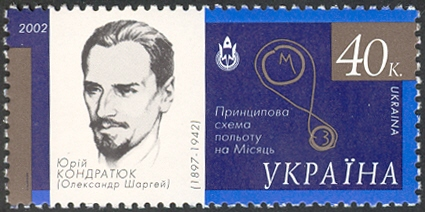
Траса Кондратюка на поштовій марці, випущеній у 2002 р. на честь Ю.Кондратюка.

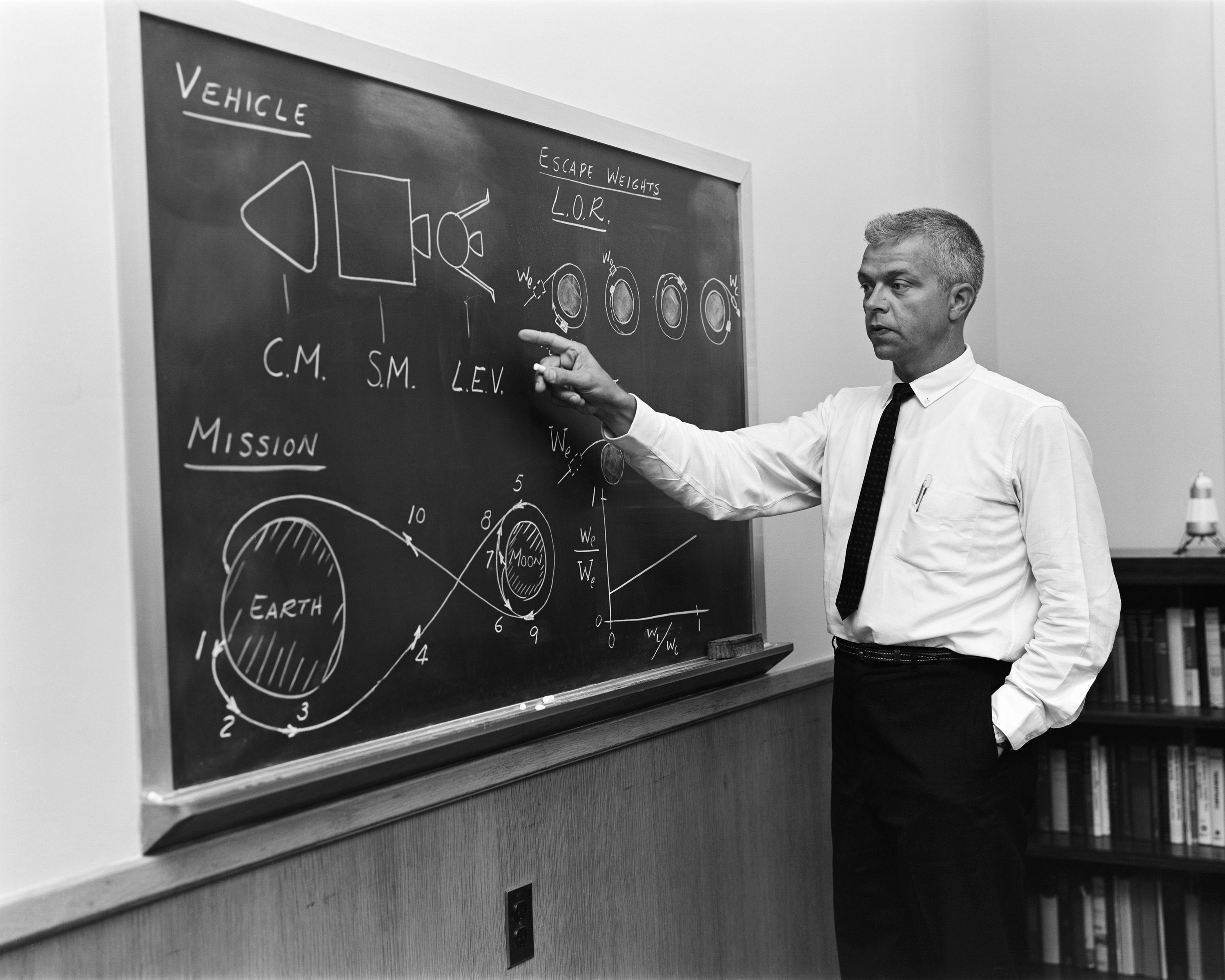
Джон Хуболт пояснює значення Траси Кондратюка

Джон Хуболт, один з керівників американської програми «Аполлон» у 1969 році зазначив стосовно розробок Кондратюка: «Кондратюк приблизно 50 років тому розрахував, що схема відділення останнього модуля від космічного корабля-носія, є в енергетичному відношенні найкращим способом посадки на Місяць». А це означає — він визнав, що політ американських астронавтів на Місяць виконаний по «трасі Кондратюка».